# Poetry for the Poisoned
{{Ficha de álbum
|nombre = Poetry for the Poisoned
|imagen = Poetryforthepoisoned.jpg
|tipo =  Álbum
|artista = Kamelot
|lanzamiento = 1 de septiembre de 2010 (Japón) 
 10 de septiembre de 2010 (Europa) 
 14 de septiembre de 2010 (América del Norte)
|grabación = Gate Studios, Wolfsburg, Alemania, 2009
|Género = metal progresivo 
 metal sinfónico 
 Power metal 
|duración = 57: 00
|discográfica = Marquee / Avalon (Japón), Edel Music (Europa), KMG Grabaciones (América del Norte) 
|Productor = Sascha Paeth y [[Rodenberg [Michael | Miro]]
|calificación = * Allmusic 
|anterior = Ghost Opera
(2007) 
|posterior = Silverthorn
}}
Poetry for the Poisoned es el noveno álbum de estudio de la banda de metal Kamelot. Fue lanzado en la etiqueta earMUSIC, una subdivisión de Edel, el 10 de septiembre de 2010 en Europa, y cuatro días más tarde en América del Norte por la propia etiqueta de la banda, KMG grabaciones. El lanzamiento fue el primero en función de Sean Tibbets en el bajo y el último de Roy Khan como vocalista.

## Lista de canciones
| N.º | Título                                                                           | Escritor(es)                | Duración |  |
| 1.  | «"The Great Pandemonium" (feat. Björn "Speed" Strid )»                           | Roy Khan, Thomas Youngblood | 4:24     |  |
| 2.  | «"If Tomorrow Came"»                                                             | Roy Khan, Sascha Paeth      | 3:58     |  |
| 3.  | «"Dear Editor"»                                                                  | Khan, Youngblood            | 1:18     |  |
| 4.  | «"The Zodiac" (feat. Jon Oliva & Amanda Somerville )»                            | Khan, Youngblood, Paeth     | 4:00     |  |
| 5.  | «"Hunter's Season" (feat. Gus G. )»                                              | Khan, Youngblood            | 5:34     |  |
| 6.  | «"House on a Hill" (feat. Simone Simons )»                                       | Khan, Youngblood, Paeth     | 4:14     |  |
| 7.  | «"Necropolis"»                                                                   | Khan, Youngblood            | 4:16     |  |
| 8.  | «"My Train of Thoughts"»                                                         | Khan, Youngblood            | 4:08     |  |
| 9.  | «"Seal Of Woven Years"»                                                          | Khan, Youngblood            | 5:13     |  |
| 10. | «"Poetry For The Poisoned, Pt. I: Incubus"»                                      | Khan, Youngblood            | 2:57     |  |
| 11. | «"Poetry For The Poisoned, Pt. II: So Long" (feat. Simone Simons)»               | Khan, Youngblood            | 3:24     |  |
| 12. | «"Poetry For The Poisoned, Pt. III: All Is Over" (feat. Simone Simons)»          | Khan, Youngblood            | 1:03     |  |
| 13. | «"Poetry For The Poisoned, Pt. IV: Dissection" (feat. Amanda Somerville)»        | Khan, Oliver Palotai        | 2:00     |  |
| 14. | «"Once Upon a Time"»                                                             | Khan, Youngblood            | 3:45     |  |
| 15. | «"Thespian Drama" (Japón / bonus track)»                                         | Khan, Youngblood            | 3:46     |  |
| 16. | «" Where the Wild Roses Grow " (bonus track para Europa edición limitada)»       | Nick Cave                   | 3:59     |  |
| 17. | «"House On A Hill (la versión sin cortes)" (edición de los EE. UU. bonus track)» | Khan, Youngblood, Paeth     |          |  |

- Datos: Q1754884